# Endless (專輯)
《Endless》是美国歌手弗兰克·奥申的一张视觉专辑。该影片于2016年8月19日作为Apple Music上的独家流媒体影片发布。这一视觉专辑发行后第二天，歌手发行了他的第二张录音室专辑《Blonde》。《Endless》被重制后于2017年11月27日以实体的CD和DVD形式做了限量的再版。
这张专辑牵扯出奥申与Def Jam唱片的一场纠纷，并得到媒体的广泛报道。《Endless》在加州、伦敦、迈阿密和柏林的多个录音室录制，制作主要由奥申、Vegyn、Michael Uzowuru和 Troy Noka负责；奥申此前曾与Noka合作制作了他的首张混音带《Nostalgia, Ultra》（2011年）。
影片内容记录了奥申在一个梯子上做着木工，音乐在背景播放。音乐记者指出这张专辑具有极简主义美学和松散的音乐结构，并包含与《Blonde》类似的元素，包括氛围流行、前卫灵魂、R&B和陷阱音乐 。《Endless》的歌词内容探讨了奥申的名人地位、爱与心碎以及年龄等主题。它还包含Sampha和Jazmine Sullivan的客串（尽管未在专辑中列出他们的名字）。
《Endless》获得的评价大多为好评，乐评称赞其音乐方面抽象的结构编排，尽管有些对其影像内容及其长度有不同意见。再版后，这一专辑被重新检视，乐评人赞扬专辑的多样性风格，并受到粉丝追捧。

## 背景
2013年2月21日，奥申确认他的第二张录音室专辑的制作工作已开始，并且在和造物主泰勒、法瑞尔·威廉姆斯和Danger Mouse尝试性地合作。奥申还透露这将是另一张概念专辑，他受到了Beach Boys和Beatles的影响。奥申表示有兴趣与Tame Impala合作，并表示有意在波拉波拉岛录制。他还表示希望与阿奇·马歇尔（艺名庫魯爾之王）合作。然而，马歇尔在接受Pitchfork采访时表示，这次合作并不成功，他说：“弗兰克当时在我家……他过来想让我给他的唱片做一些内容，但是他好像对我做的东西不太喜欢。”
2014年4月，奥申表示他的第二张专辑即将完成。6月，《告示牌》报道称他正在与Happy Perez、Charlie Gambetta 和Kevin Ristro （他在《Nostalgia, Ultra》中与奥申合作过）以及Hit-Boy、Rodney Jerkins和Danger Mouse合作制作这张专辑。2014年11月29日，奥申在Tumblr上发布了歌曲《Memrise》的片段，这首歌据传是他新专辑的主打单曲。该片段获得了普遍的积极评价，评论家赞扬了奥申对忧郁主题和对音乐的实验性探索。
2015年1月16日，奥申在Tumblr上发布了《 (At Your Best) You Are Love 》的翻唱，向已故女歌手Aaliyah致敬。4月6日，奥申宣布《橘色頻道》的后续作品以及随附杂志将于7月发布，但没有透露更多细节。这张专辑最终没有在七月发行，也没有给出推迟的解释。当时盛传杂志名为《男孩不哭》（英語：Boys Don't Cry）。

## 反响与评价
| 綜合得分             | 綜合得分 |
| 來源                 | 評分     |
| -------------------- | -------- |
|                      | 7.1/10   |
|                      | 74/100   |
| 評論得分             |          |
| 來源                 | 評分     |
| AllMusic             | [ 17 ]   |
| The A.V. Club        | C+       |
| Consequence of Sound | B−       |
| The Guardian         | [ 20 ]   |
| Mojo杂志             | [ 21 ]   |
| Now                  | 3/5      |
| Pitchfork            | 7.5/10   |
| Q                    | [ 24 ]   |
| Spin                 | 6.6/10   |
| Uncut                | 8/10     |

《Endless》从乐评人那里获得了普遍的好评。在Metacritic上，这个网站会给主流出版物的评论打一个100分制的标准化评分，《Endless》基于13条评论，平均得分为74分。
在写给《卫报》的一则评论中，Tim Jonze称奥申在《Endless》中将流行音乐与前卫艺术混合在一起，称其为“丰富多变，时而具有挑战性的音乐盛宴”，但也指出“这张专辑大部分内容朦胧地飘过，没有明确的方向”。在《Q》杂志对《Endless》和《Blonde》的联合评论中，Victoria Segal说“这些唱片可能不会超越《Channel Orange》，但它们有自己的变幻光芒，描绘了人与人之间的空间，追求一种几乎感觉真实的朦胧亲密感。”Pitchfork的Ryan Dombal写道，“作为一部影像作品，《Endless》极其乏味”，但赞扬了“更加令人激动”的音乐，将其比作混音带，并表示这是“对[奥申]（创作）过程的一个有趣窥视，也包含了他放出过的一些最原始的人声录制”。《前音后果》的Nina Corcoran写道，影片“在高潮和低谷之间摇摆”。她对音乐的抽象性持有矛盾态度，指出“它充满了美，但它感觉像一个梦，即使你一醒来就拿起笔记下来，你也记不住多少”。在AllMusic的混合评论中，Andy Kellman写道，曲目“相互融合”，总结道“这是一张巧妙编排、但是由次等音乐材料拼凑成的作品”。
Spin杂志的Brian Josephs对这张专辑的评价更为负面，认为《Endless》作为一张专辑并不成功。Josephs写道：“作为一个整体，《Endless》感觉没有形式，就像漂亮的、花体的手写字，但不守笔记本的边距。”The A.V. Club的Dan Caffrey表示，如果长度没有让“看完影片变成了一项苦差事”，那么专辑的概念“会稍微有点吸引人”。他赞扬了专辑的开场曲目，但批评整体音乐为“夹生的氛围音乐、半成品的主歌和对苹果产品的机械描述”。

### 排名
2016年底，《Endless》被多位乐评人列入年度最佳列表。
| 出版物         | 列表                          | 排名 | Ref.   |
| -------------- | ----------------------------- | ---- | ------ |
| DIY            | 影响 2016年的16 张专辑        | N/A  | [ 27 ] |
| Tiny Mix Tapes | 2016年最受欢迎的50 首音乐作品 | 5    | [ 28 ] |
| 泰晤士报       | 年度 100 张最佳唱片           | 13   | [ 29 ] |
| BrooklynVegan  | 2016年热门专辑                | 15   | [ 30 ] |
| Crack          | 年度专辑：2016                | 38   | [ 31 ] |

## 曲目列表
| 《Endless》曲目列表 | 《Endless》曲目列表         | 《Endless》曲目列表                                                                | 《Endless》曲目列表 |
| 曲序                | 曲目                        | 词曲                                                                               | 时长                |
| ------------------- | --------------------------- | ---------------------------------------------------------------------------------- | ------------------- |
| 1.                  | Device Control              | Wolfgang Tillmans                                                                  | 0:56                |
| 2.                  | (At Your Best) You Are Love | Ernie Isley Marvin Isley Chris Jasper Rudolph Isley O'Kelly Isley Jr. Ronald Isley | 5:21                |
| 3.                  | Alabama                     | Frank Ocean                                                                        | 1:25                |
| 4.                  | Mine                        | Ocean Alejandra Ghersi                                                             | 0:32                |
| 5.                  | U-N-I-T-Y                   | Ocean Steven Vidal Adam Feeney                                                     | 2:54                |
| 6.                  | Ambience 001: A Certain Way |                                                                                    | 0:11                |
| 7.                  | Comme des Garçons           | Ocean                                                                              | 0:59                |
| 8.                  | Xenons                      | Ocean Joe Thornalley                                                               | 0:31                |
| 9.                  | Ambience 002: Honey Baby    |                                                                                    | 0:09                |
| 10.                 | Wither                      | Ocean                                                                              | 2:34                |
| 11.                 | Hublots                     | Ocean Charles Njapa Garth Porter Anthony Mitchell Daryl Braithwaite                | 1:48                |
| 12.                 | In Here Somewhere           | Ocean Troy Noka Thornalley                                                         | 1:45                |
| 13.                 | Slide on Me                 | Ocean                                                                              | 3:07                |
| 14.                 | Sideways                    | Ocean                                                                              | 1:54                |
| 15.                 | Florida                     | Ocean                                                                              | 1:15                |
| 16.                 | Impietas + Deathwish (ASR)  | Ocean Noka Thornalley                                                              | 1:56                |
| 17.                 | Rushes                      | Ocean                                                                              | 3:26                |
| 18.                 | Rushes To                   | Ocean Noka Thornalley Michael Uzowuru                                              | 2:12                |
| 19.                 | Higgs                       | Ocean                                                                              | 3:39                |
| 20.                 | Mitsubishi Sony             | Ocean Thornalley                                                                   | 2:26                |
| 21.                 | Device Control（reprise）   | Tillmans                                                                           | 7:07                |
| 总时长：            | 总时长：                    | 总时长：                                                                           | 45:55               |